# Tyler Hilton
Tyler James Hilton (22 november 1983) is een Amerikaanse zanger en acteur. Hij is vooral bekend door de televisieserie One Tree Hill, waarin hij de rol van Chris Keller vertolkte, en de film Walk the Line, waarin hij Elvis Presley speelde. Hilton begon zijn muzikale carrière in 2000.
Zijn muzikale talent werd op 16-jarige leeftijd opgemerkt toen hij live en via de telefoon zong voor een lokale radiozender. Zijn grote doorbraak kwam er met de serie One Tree Hill. In deze serie kreeg hij de kans zijn eigen muziek te spelen en dat betekende zijn doorbraak.
In 2018 speelt Hilton mee in de televisiefilm The Christmas Contract waar hij zich zelf speelt.

## Discografie
- 2001: Tyler Hilton
- 2004: The Tracks of Tyler Hilton

- Bibliothèque nationale de France: cb15565681n (data)
- International Standard Name Identifier: 0000 0000 4973 7821
- Library of Congress Control Number: no2005027520
- MusicBrainz: 4ce300da-25fb-407a-9b6d-f2754f069f8e
- Virtual International Authority File: 61866412
- WorldCat: E39PBJdMcXgBMjGDF89h8fxFKd